# Bộ Quốc phòng (Nhật Bản)
Bộ Quốc phòng (防衛省 (Phòng vệ Tỉnh) Bōei-shō) là một cơ quan hành pháp của Chính phủ Nhật Bản, thực hiện chức năng bảo vệ, phòng thủ đất nước, chịu trách nhiệm bảo tồn hòa bình và độc lập của Nhật Bản, duy trì an ninh quốc gia và Lực lượng Phòng vệ Nhật Bản.
Bộ này do Phòng vệ Đại thần đứng đầu, và là bộ lớn nhất trong chính phủ Nhật Bản. Bộ có trụ sở chính tại khu Ichigaya, quận Shinjuku, Tokyo, và theo Điều 66 của Hiến pháp, Bộ phải hoàn toàn trực thuộc thẩm quyền dân sự.

## Lịch sử
- 1950/07/08, thành lập Cục Dự trữ cảnh sát quốc gia.
- 1951/09/08, 49 quốc gia ký Hiệp ước Hòa bình với Nhật Bản.
- 1952/08/01, Cao đẳng An toàn Quốc gia (tiền thân của Viện Nghiên cứu Quốc phòng) được thành lập.
- 1952/08/01, Viện nghiên cứu phát triển và kỹ thuật thành lập.
- 1952/10/15, Lực lượng An toàn Quốc gia thành lập.
- 1953/04/01, Học viện An toàn Quốc gia (tiền thân của Học viện Quốc phòng) được thành lập.
- 1954/07/01, Cơ quan Quốc phòng thành lập gồm: Lục quân, Hải quân và Không quân.
- 1954/07/01, Văn phòng mua sắm Quốc phòng (tiền thân của Trung tâm Hợp đồng) thành lập
- 1962/11/01, Cơ quan quản lý thiết bị Quốc phòng được thành lập.
- 1974/04/25, Trường Cao đẳng Y tế được thành lập (tiền thân của Đại học Y khoa Quốc phòng)
- 1997/01/20, Cơ quan Tình báo Quốc phòng được thành lập.
- 2000/05/08, Cơ quan Phòng vệ di chuyển đến các tòa nhà Ichigaya.
- 2007/01/09, thành lập Bộ Quốc phòng.

## Lãnh đạo hiện nay
- Phòng vệ Đại thần: Hamada Yasukazu

## Tổ chức

Tổ chức Bộ Quốc phòng Nhật Bản

Tổ chức của Bộ Quốc phòng Nhật Bản được quy định tại Bộ Luật Xây dựng Quốc phòng năm 1954 của Quốc hội Nhật Bản và Pháp lệnh Tổ chức Quốc phòng năm 1954  và được quy định cụ thể chi tiết hơn tại Luật Phòng vệ cho các tổ chức của Quốc phòng ngày 9/6/1954, Luật thi hành Pháp lệnh của Lực lượng Phòng vệ và Luật Quy định thực thi đối với Lực lượng Phòng vệ do Thủ tướng Nhật Bản ký ban hành.

### Điều hành
- Bộ trưởng Bộ Quốc phòng;
- Thứ trưởng Bộ Quốc phòng là Nghị sĩ cao cấp;
- Thứ trưởng Bộ Quốc phòng là Nghị sĩ;
- Thứ trưởng Bộ Quốc phòng phụ trách Quản lý hành chính;
- Cố vấn cao cấp cho Bộ trưởng Bộ Quốc phòng;
- Thư ký riêng cho Bộ trưởng Bộ Quốc phòng.

### Nội bộ Bộ cục (内部部局)
- Đại thần Quan phòng (大臣官房?)
- Cục Chính sách Phòng vệ (防衛政策局?)
- Cục Giáo dục Nhân sự (人事教育局?)
- Cục Kế hoạch Chỉnh bị (整備計画局?)
- Cục Xí hoạch Địa phương (地方企画局?)

### Thẩm nghị Hội đẳng (審議会等)
- Hội Thẩm tra Luân lý Đội viên Tự vệ (自衛隊員倫理審査会?)
- Hội Thẩm nghị Trung ương về Cơ sở Phòng vệ (防衛施設中央審議会?)
- Hội Thẩm nghị Nhân sự Phòng vệ (防衛人事審議会?)
- Hội Đẳng thẩm tra Nhận định Tư cách Tù nhân chiến tranh (捕虜資格認定等審査会?)

### Thi thiết đẳng Cơ quan (施設等機関)
- Học viện Phòng vệ (防衛大学校)
- Đại học Y khoa Phòng vệ (防衛医科大学校?)
- Sở Nghiên cứu Phòng vệ (防衛研究所?)

### Các cơ quan đặc biệt (特別の機関)
- Hội nghị Phòng vệ (防衛会議?)
- Bộ Tổng tham mưu (統合幕僚監部 (Thống hợp mán liêu Giám bộ)?)
  - Cao đẳng Tham mưu (統合幕僚学校 (Thống hợp mán liêu Học hiệu)?)
- Văn phòng Tham mưu Mặt đất (陸上幕僚監部 (Lục Thượng mán liêu Giám bộ)?)
- Văn phòng Tham mưu Biển (海上幕僚監部 (Hải Thượng mán liêu Giám bộ)?)
- Văn phòng Tham mưu Trên không (航空幕僚監部 (Hàng không Mán liêu Giám bộ)?)
- Tình báo Bản bộ (情報本部?)
- Bản bộ Giám sát Phòng vệ (防衛監察本部?)
- Toà án Quân sự Ngoại quốc (外国軍用品審判所 (Ngoại quốc Quân dụng phẩm Thẩm phán sở)?)

### Bộ Tổng Tham mưu
- Tổng Tham mưu trưởng: Đại tướng Yoshida Yoshihide
- Phó Tổng Tham mưu trưởng
- Sở Nội vụ (J-1)
- Cục Đầu tư (J-3)
- Cục Hậu cần (J-4)
- Cục Kế hoạch (J-5)
- Vụ Hệ thống C4 (J-6)

### Lực lượng Phòng vệ Mặt đất
- Tham mưu trưởng: Đại tướng
- Tham mưu phó: Trung tướng

### Lực lượng Phòng vệ Biển
- Tham mưu trưởng: Đô đốc
- Tham mưu phó: Phó Đô đốc

### Lực lượng Phòng vệ Trên không
- Tham mưu trưởng: Đại tướng
- Tham mưu phó: Trung tướng

### Cơ quan trực thuộc khác
- Cơ quan Tình báo Quốc phòng
- Cơ quan Hậu cần Kỹ thuật Quốc phòng
- Văn phòng Mua sắm Trang thiết bị và xây dựng
- Văn phòng Tổng Thanh tra Quốc phòng
- Ủy ban độc lập Quản lý Thuế và tổ chức hành chính
- Hội đồng Quốc phòng
- Hội đồng Kỷ luật Quốc phòng
- Hội đồng Mua sắm Quốc phòng

### Đơn vị theo ngành dọc
- Hệ thống Lực lượng Dân quân Tự vệ
- Bệnh viện Khu vực của Lực lượng Phòng vệ